# Romain Perraud
Romain Perraud, född 22 september 1997 i Toulouse, är en fransk fotbollsspelare som spelar för spanska Real Betis.

## Karriär
I juni 2024 värvades Perraud av spanska Real Betis, där han skrev på ett femårskontrakt.